# Karina Schönmaier
Karina Schönmaier (4 de agosto de 2005) es una deportista alemana que compite en gimnasia artística. Ganó tres medallas en el Campeonato Europeo de Gimnasia Artística de 2025, oro en las pruebas de salto de potro y equipo mixto y plata por equipos.

## Palmarés internacional
| Campeonato Europeo | Campeonato Europeo | Campeonato Europeo | Campeonato Europeo   |
| Año                | Lugar              | Medalla            | Prueba               |
| ------------------ | ------------------ | ------------------ | -------------------- |
| 2025               | Leipzig (Alemania) | Medalla de oro     | Salto de potro       |
| 2025               | Leipzig (Alemania) | Medalla de oro     | Equipo mixto         |
| 2025               | Leipzig (Alemania) | Medalla de plata   | Concurso por equipos |